# Rouvroy, Pas-de-Calais

Rouvroy este o comună în departamentul Pas-de-Calais, Franța. În 1 ianuarie 2022 avea o populație de 8.675 de locuitori.